# Tibet (dessinateur)
Pour les articles homonymes, voir Tibet (homonymie).
Gilbert Gascard, connu sous le pseudonyme de Tibet, né le 29 octobre 1931 à Marseille et mort le 2 janvier 2010 à Roquebrune-sur-Argens, est un auteur de bande dessinée français surtout connu pour ses séries franco-belges au long cours: Chick Bill (69 albums de 1954 à 2010) et Ric Hochet (78 albums écrits par André-Paul Duchâteau de 1963 à 2010).
Dans les années 2000, Tibet s'essayera également au roman ainsi qu'au théâtre.

## Biographie

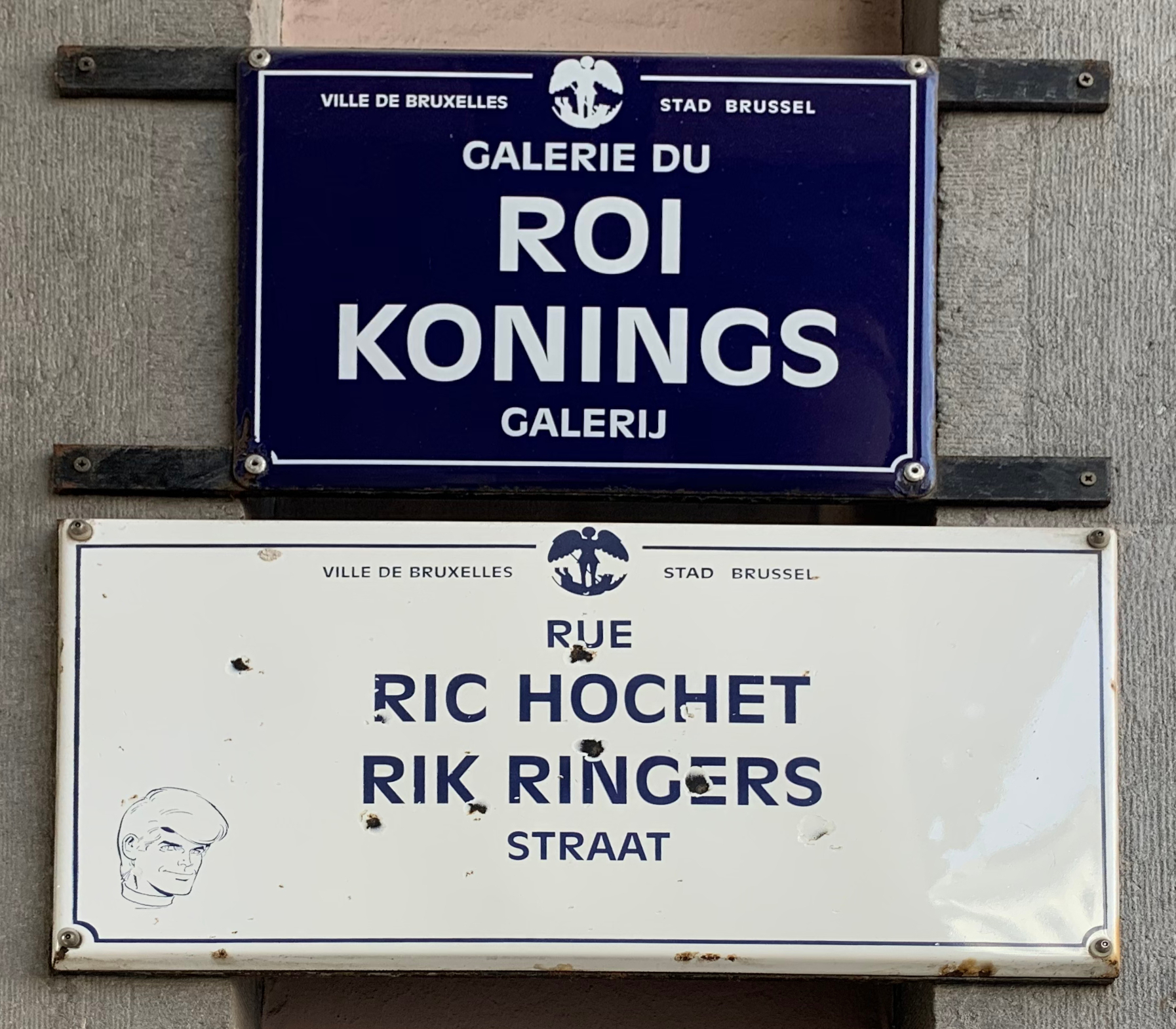
« Plaque BD » commémorative située Galerie du Roi à Bruxelles (Belgique).

Fils du footballeur André Gascard, Gilbert Gascard est un dessinateur et scénariste prolifique, notamment connu pour avoir été le créateur de deux séries au long cours : Chick Bill (dessin et scénario) et Ric Hochet (dessin ; scénario d'André-Paul Duchâteau qu'il rencontre en 1949).
Il fait ses débuts dans la version belge du Journal de Mickey avant de collaborer à Junior, hebdomadaire pour la jeunesse publié par les éditions du Lombard, où il crée en 1953 la série Les Aventures de Chick Bill. Cette dernière série est ensuite accueillie dans les pages du Journal de Tintin, publication vedette du Lombard. Tibet doit alors modifier son trait, jusque-là inspiré de Walt Disney, pour se conformer au style ligne claire de Hergé. Il devient l'un des principaux collaborateurs du journal Tintin, dans lequel il crée en 1955 Ric Hochet avec André-Paul Duchâteau au scénario.
Dans les années 2000, Tibet publie son autobiographie et s'essaie également au roman ainsi qu'au théâtre,.

## Publications

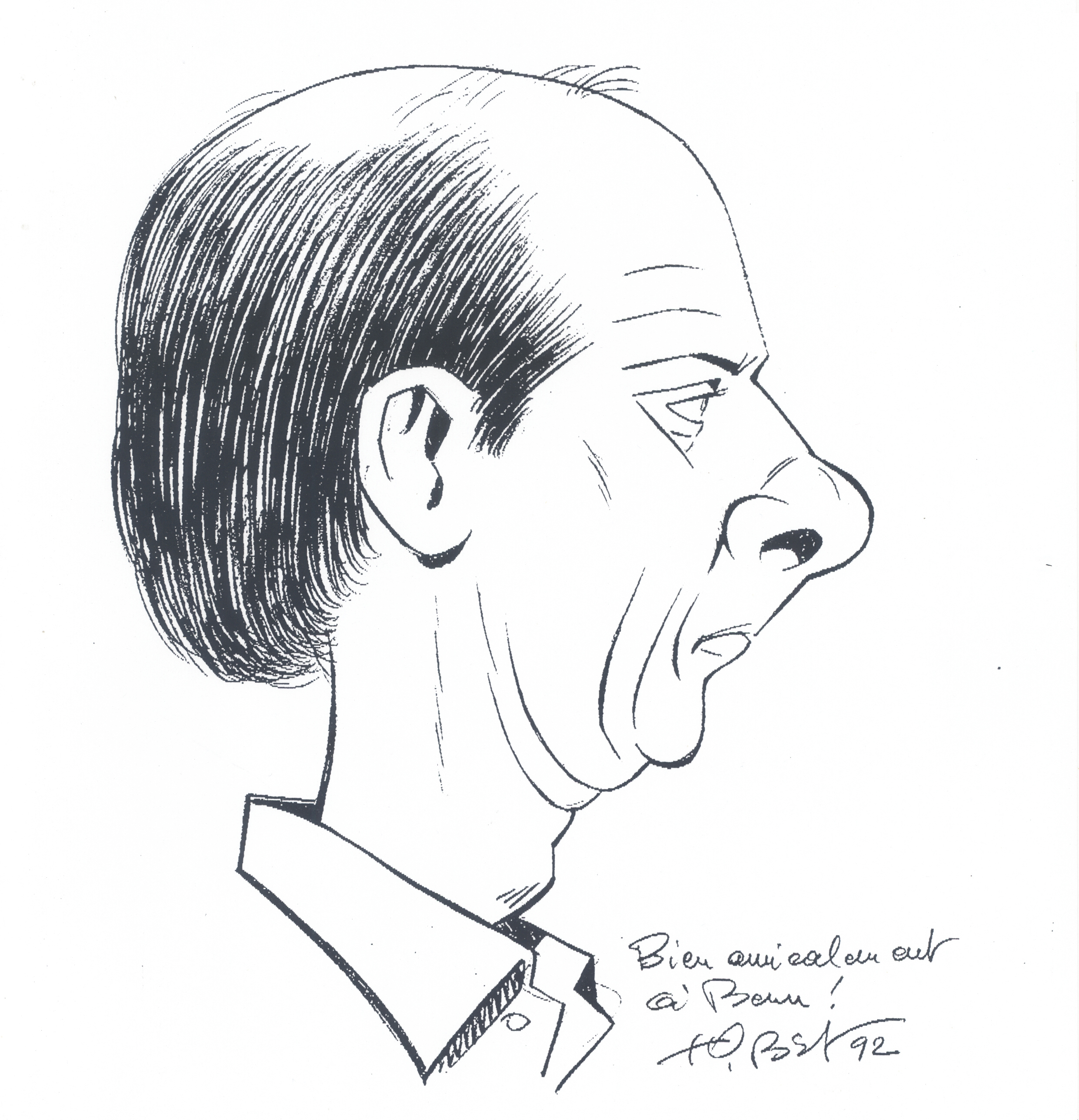
La Tibetière : dessin de Tibet de 1992 représentant le dessinateur belge Benn.

### Bande dessinée

#### Périodiques
- Dave O'Flynn, dans Héroïc-Albums, 1950-1952.
- Chick Bill, dans Junior, 1953-1955.
- Ric Hochet, avec André-Paul Duchâteau, dans Tintin, 1955-1988.
- Chick Bill, dans Tintin, 1955-1988.
- Le Club des « Peur-de-rien », avec divers scénaristes, dans Junior, 1958-1976.
- Les Trois A (dessin) avec Mittéï (dessin) et Vasseur (scénario), dans Tintin, 1962-1967.
- Ric Hochet, avec André-Paul Duchâteau, dans Hello Bédé, 1989-1993.
- Chick Bill, dans Hello bédé, 1990-1993.
- Ric Hochet : La Main de la mort, avec André-Paul Duchâteau, dans Le Journal de Mickey, 1998.

#### Albums
- Chick Bill (scénario et dessin), avec, occasionnellement, Greg, André-Paul Duchâteau ou René Goscinny (scénario), Le Lombard, 69 albums, 1954-2010.
- Ric Hochet (dessin), avec André-Paul Duchâteau (scénario), Le Lombard, 78 albums, 1963-2010.
- Le Club des « Peur-de-rien », Le Lombard :

1. Le Club des « Peur-de-rien » (dessin), avec Greg (scénario), 1966.
2. Les Rois des nigauds (scénario et dessin), 1975.
3. Les Rois du mystère (dessin), avec Greg (scénario), 1975.
4. Les Rois de la peinture (scénario et dessin), 1976.
5. Les Rois des vacanciers (dessin), avec Greg (scénario), 1979.
6. Les Rois des reporters (dessin), avec André-Paul Duchâteau (scénario), 1981.
7. Les Rois du cirque (dessin), avec Greg (scénario), 1984.

- El Mocco le terrible, Chlorophylle, 1977.
- Dave O'Flynn, Chlorophylle :

1. Détective de choc, 1979.
2. Face au crime, 1979.

- Les Aventures de Globul, Magic Strip, coll. « Chic-Bull », 1984.
- Mouminet et Alphonse, Magic Strip, 1984.
- La Révolte d'Aldo Rémy (Glénat, coll. « Paris-Bruxelles ») :

1. Homme à louer, 2006.  (ISBN 2-7234-5650-1)
2. Réveil brutal, 2008.  (ISBN 978-2-7234-6266-2)
3. La Rage au cœur, 2010.

### Autobiographie
- Qui fait peur à maman ?, préface de Salvatore Adamo, L'Esprit des péninsules, 2007,  (ISBN 2846360650 et 978-2846360654) et Auracan éditions, 2019  (ISBN 978-2-931039-00-7).

### Romans
- Le Bout de mon pouce, préface de André-Paul Duchâteau, Auracan éditions, 2019  (ISBN 978-2-931039-01-4) ;
- Le Trône, Auracan éditions, 2019, roman  (ISBN 978-2-931039-02-1).

### Théâtre
- Le Théâtre de Tibet, préface de Pierre Arditi, recueil de quatre pièces de théâtre[5], Auracan éditions, 2019, théâtre  (ISBN 978-2-931039-03-8).

### Divers
Tibet illustre, en 1956, le Petit guide du soldat de l'Armée de l'air du capitaine Maurice Fresse, édité chez Lavauzelle, aide-mémoire remis à l'époque aux appelés du contingent ainsi qu'aux engagés.

## Distinctions
- Officier de l'ordre des Arts et des Lettres (2006[7]).
- Prix Albert-Uderzo (2006)

## Hommages
- Mur peint Ric Hochet, 9 Rue du Bon Secours à Bruxelles (1994). Tibet est le seul auteur français avec Jacques Martin à avoir une fresque permanente dans cette ville ;
- Plaque de rue BD commémorative Rue Ric Hochet, Galerie du Roi, Bruxelles ;
- Boulevard Ric Hochet, Roquebrune-sur-Argens, France (2002).

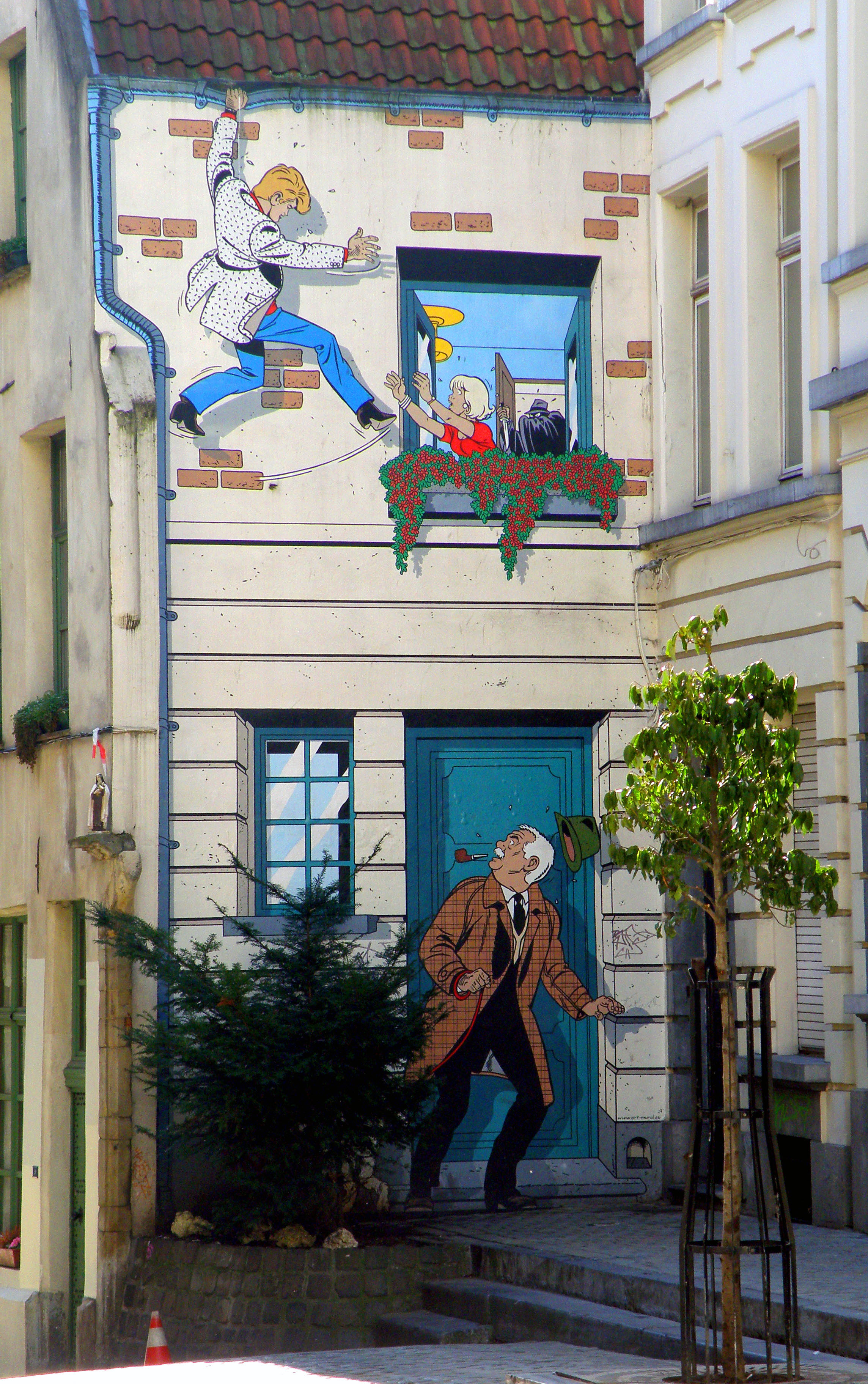
Mur peint à l'effigie de Ric Hochet et du commissaire Bourdon, rue du Bon Secours à Bruxelles.

#### Livres
- Patrick Gaumer, Tibet : la fureur de rire, Bruxelles, Le Lombard, coll. « Auteurs », 2000, 160 p. (ISBN 978-2-803-61581-0, OCLC 469152426).
- Patrick Gaumer, « Tibet », dans Dictionnaire mondial de la BD, Paris, Larousse, 2010 (ISBN 9782035843319), p. 842.
- Vincent Odin (préf. Albert Uderzo), Mystères!, Daniel Maghen, coll. « Biographies en Image », 2015 (ISBN 9782356740403))

#### Périodiques
- Tibet et François Hue, « Tibet », Hop !, AEMEGBD, no 17,‎ septembre 1978, p. 4-10.